# Estação Dundas West
Dundas West é uma estação do metrô de Toronto, localizada na linha Bloor-Danforth. Localiza-se no cruzamento oriental da Bloor Street com a Dundas Street West. Dundas West possui um terminal de bonde e ônibus integrado, que atende a cinco linhas de superfície do Toronto Transit Commission, entre elas, a 504 Dundas e a 505 Carlton, duas linhas de bonde que estão entre as mais movimentadas linhas de superfície do TTC. O nome da estação provém da Dundas Street, a principal rua norte-sul servida pela estação. Como quando inaugurada outra estação já possuía o mesmo nome, o TTC adicionou West (oeste em português) ao nome da estação, uma vez que esta se localiza à oeste da primeira estação.